# メヌケ

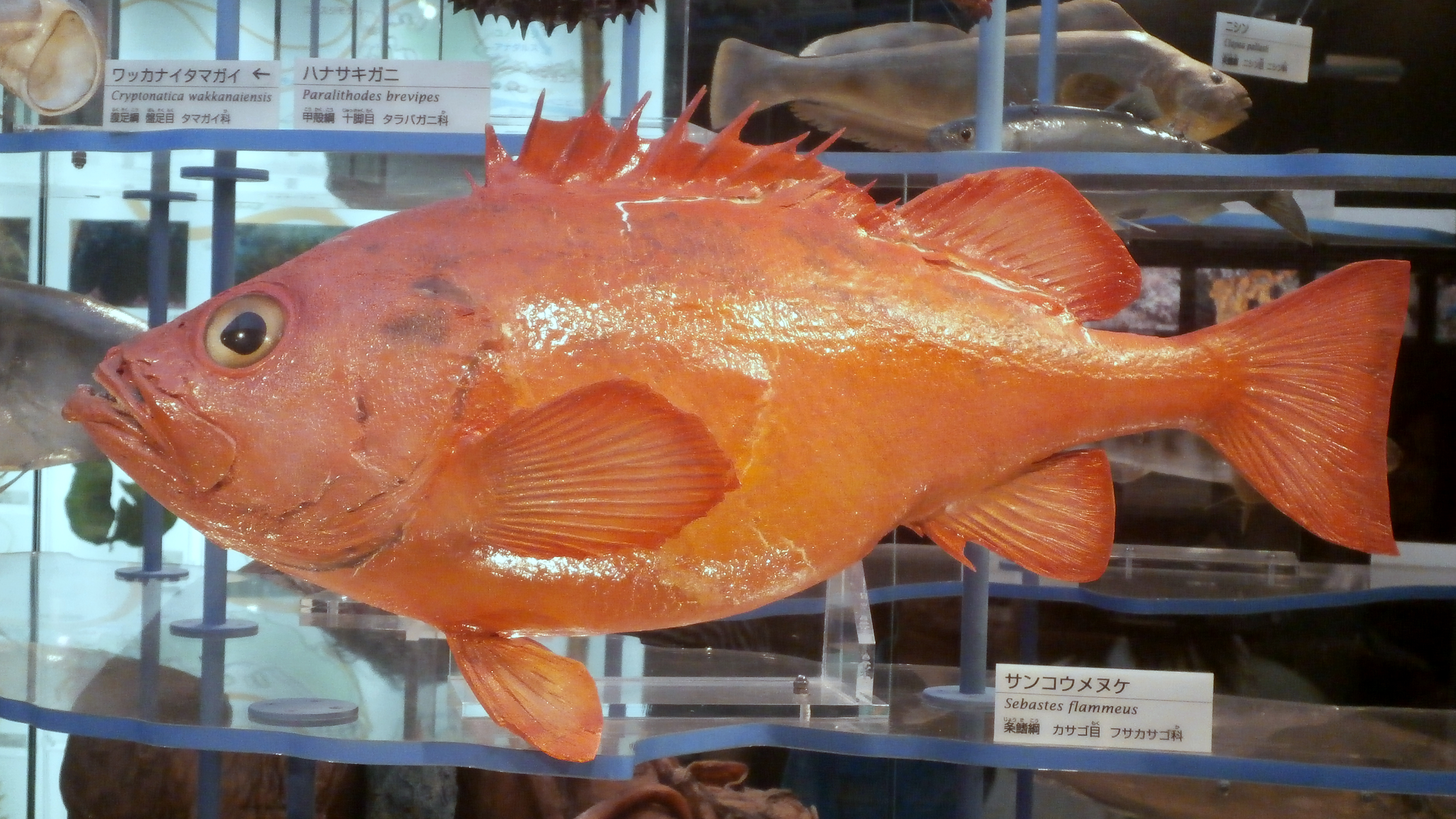
サンコウメヌケ（Sebastes flammeus）の剥製。国立科学博物館の展示。

メヌケ（目抜）とはメバル属の海水魚のうち、体が赤く、大型になるものの総称。体長40 - 60センチメートル以上になる。水深200 - 1,000メートルの深い海に生息するため、釣り上げられたとき、水圧の急激な変化により目が飛び出すことから、「目が抜け出る」という意味でメヌケの名がある。
オオサガ（コウジンメヌケ）、サンコウメヌケ（サンゴメヌケ）、バラメヌケ（バラサガ）、アラスカメヌケ（アカウオ）、アコウダイなどがメヌケ類に含まれるが、アコウダイを他のメヌケ類と区別することも多い。

## 食べ方
煮付け、焼き物、味噌漬け、粕漬け、刺身などにする。